# Cantone di Noyers-sur-Jabron
Il Cantone di Noyers-sur-Jabron è una divisione amministrativa soppressa dell'arrondissement di Forcalquier.
A seguito della riforma approvata con decreto del 24 febbraio 2014, che ha avuto attuazione dopo le elezioni dipartimentali del 2015, dall'aprile 2015 è stato accorpato al Cantone di Sisteron.

## Composizione
Comprendeva 7 comuni:
- Bevons
- Châteauneuf-Miravail
- Curel
- Noyers-sur-Jabron
- Les Omergues
- Saint-Vincent-sur-Jabron
- Valbelle